# Haplophryne
Haplophryne is een geslacht van straalvinnige vissen uit de familie van de linophryden (Linophrynidae). Het geslacht is voor het eerst wetenschappelijk beschreven in 1912 door Regan.

## Soorten
- Haplophryne mollis (Brauer, 1902)
- Haplophryne triregium Whitley & Phillipps, 1939